# Sarraquinhos
Sarraquinhos es una freguesia portuguesa del concelho de Montalegre, con 32,94 km² de superficie y 378 habitantes (2001). Su densidad de población es de 11,5 hab/km².